# 2009年の朝鮮民主主義人民共和国
2009年の朝鮮民主主義人民共和国（2009ねんのちょうせんみんしゅしゅぎじんみんきょうわこく、朝鮮語: 2009년 조선민주주의인민공화국）では、2009年（主体98年）の朝鮮民主主義人民共和国（北朝鮮）に関する出来事について記述する。

## できごと

### 1月
- 1月2日 - 朝鮮中央放送の報道により、朴南七電力工業相の交代が判明。新任は許沢。交代時期は不明 [1]。
- 1月6日
  - 北朝鮮の最高人民会議常任委員会、最高人民会議第12期代議員選挙の実施を3月8日とすると発表。現議員は、前年9月に任期が切れていたが、選挙は延期となっていた。延期の理由は明らかではないが、金正日総書記の健康悪化とする見方が有力 [2]。
  - 韓国統一省、北朝鮮の農業相に金蒼植の再任を確認したと発表。金蒼植は、2003年に農業相を解任されたと伝えられていた [3]。

### 2月
- 2月8日 - 金正日総書記、最高人民会議第12期代議員選挙の700近くある全ての選挙区において、候補者として「推挙」される。候補者の登録は、最初に金正日を推挙した第333号選挙区で行われた [4][5][6]。
- 2月11日 - 金正日総書記、人民武力部長（国防相に相当）に金永春を、朝鮮人民軍総参謀長に李英鎬を任命。金永春は「軍内のタカ派」とされ、この人事は軍事的な緊張を高めるのが狙いと見られている。前人民武力部長の金鎰喆は、人民武力部の第一次官に降格された [7][8][9]。
- 2月15日 - 22日 - ヒラリー・クリントン国務長官、日本・韓国・中国など4カ国歴訪し、北朝鮮核問題などを話し合った。また、訪日中の17日、北朝鮮による拉致被害者家族連絡会との面会が実現した [10][11][12][13][14]。
- 2月16日 - 金正日総書記、67歳の誕生日。2月14日の第13回金日成花・金正日花展示会を皮切りに、北朝鮮各地で誕生祝賀行事が盛大に実施された [15][16][17]。
- 2月19日 - 金正日総書記、国防委員会副委員長に呉克烈を任命 [18]。

### 3月
- 3月8日 - 最高人民会議第12期代議員選挙。金正日総書記、100%の賛成投票を得て再選[19]。健康に不安を抱える金正日の後継者問題に関連して、後継候補と目される3人の息子（金正男、金正哲、金正恩）の動向に注目が集まっていたが、北朝鮮のメディアが報じた当選者名簿の中には、3人の名前は無かった [20][21]。

### 4月
- 4月5日 - 11時30分頃、北朝鮮、咸鏡北道舞水端里より日本東方の太平洋上に向けて、ミサイル発射実験を実施。長距離弾道ミサイル『テポドン2号』の改良型と見られている[22][23]。北朝鮮は、ロケット「銀河2号」による人工衛星「光明星2号」の打ち上げが成功した、と主張[24][25][26]。アメリカ、日本などは北朝鮮を非難した [27][28][29][30][31]。
- 4月13日 - 国際連合安全保障理事会、北朝鮮のミサイル発射実験を非難する議長声明を全会一致で採択。ミサイルの発射を安保理決議1718に違反すると非難し、再発射の停止を求めた。北朝鮮は反発し、「六ヶ国協議には2度と参加しない」と表明 [32][33][34][35]。
- 4月14日 - 北朝鮮、寧辺滞在中の国際原子力機関（IAEA）監視団及びアメリカの核施設無能力化作業チームに対し、国外退去を通告[36][37][38]。4月16日、国際原子力機関の監視団が、17日にアメリカの作業チームが出国し、非核化作業は中断された [39][40]。

### 5月
- 5月25日 - 北朝鮮、2006年に続き2度目の核実験を強行。同月29日にかけ短距離ミサイルも6発発射[41]。